# Karl Schröder (Kameramann)
Karl Schröder (* 7. Februar 1912 in Schandau; † 31. März 1996 in Siegsdorf) war ein deutscher Kameramann.
Er absolvierte eine Ausbildung an der Bayerischen Lehranstalt für Lichtbildwesen und war seit den 1930er Jahren an Kulturfilmen der UFA beteiligt. Nach dem Zweiten Weltkrieg drehte er zunächst mehrere kurze Dokumentarfilme. 
Sie mit Regisseur Rolf Thiele war 1954 Schröders erster Spielfilm. Er arbeitete anfangs für die Filmaufbau GmbH in Göttingen, später auch für andere Produktionsfirmen. 1964 drehte er für das Fernsehen die Böll-Adaption Doktor Murkes gesammeltes Schweigen. Schröder war zuletzt ausschließlich für das Fernsehen tätig. 

## Filmografie (Auswahl)
| - 1941: Bauten im neuen Deutschland - 1948: Alte Stadt am Lebensstrom - 1949: Weiße Welt - 1950: Brücken über Europa - 1952: Inselsommer - 1953: Mechanisierte Gleiserneuerung (auch Drehbuch, Regie und Schnitt) - 1953: Italienische Skizzen - 1954: Der Tag, an dem die Sonne erlosch - 1954: Sie - 1955: Roman einer Siebzehnjährigen - 1955: Die verschwundene Stadt Dresden - 1955: Mamitschka - 1956: In Hamburg sind die Nächte lang - 1956: Der Jäger vom Roteck - 1956: … wie einst Lili Marleen - 1957: Der Etappenhase - 1958: Schwarze Nylons – Heiße Nächte - 1959: Lockvogel der Nacht | - 1959: Gesucht wird Mörder X - 1959: Hubertusjagd - 1959: 2 x Adam, 1 x Eva - 1960: Brücke des Schicksals - 1961: Der Teufel spielte Balalaika - 1961: Jack Mortimer (Fernsehfilm) - 1962: Der Schlaf der Gerechten - 1962: Frauenarzt Dr. Sibelius - 1963: Zwei Whisky und ein Sofa - 1963: Spiel im Morgengrauen - 1963: Ein Mann im schönsten Alter - 1964: Dr. Murkes gesammeltes Schweigen - 1965: Dr. Murkes gesammelte Nachrufe - 1965: Cristinas Heimreise - 1967: Nathan der Weise - 1967: Kurzer Prozeß - 1968: Der Nachruf - 1969: Die Reise nach Tilsit |